# O sweet Saint-Martin's Land

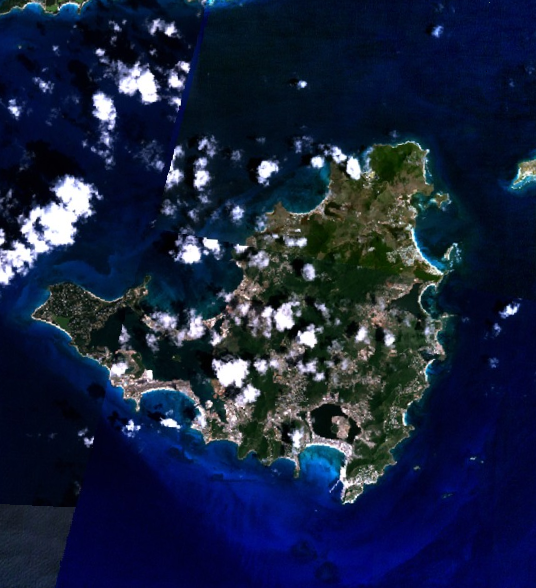
Saint-Martin.

O sweet Saint-Martin's Land est un chant (voire hymne) bi-national de l'île Saint-Martin aux petites Antilles.

## Créateur
Le Père Gérard Kemps, qui avait été envoyé en 1954 par l'Église catholique comme curé de la paroisse française de l'île de Saint-Martin, eut l'inspiration, quatre ans après son arrivée, de composer une chanson glorifiant la douceur de vivre, la grâce et la beauté incomparable de l'île qui l'avait accueilli.
En 1958, il composa donc la chanson O Sweet Saint Martin's Land en anglais qui fait aujourd'hui partie de la mémoire collective de tous les Saint-Martinois. Les paroles et la mélodie firent vite l'unanimité et cette chanson devint l'emblème musical des deux parties de l'île. Il créa aussi une version en français mais à la mélodie et aux paroles différentes de la version en anglais.
En 1980, il était le curé de l'église de Grand-Case. En 1984, la reine Beatrix des Pays-Bas nomma le Père Kemps « Chevalier de l'Ordre d'Orange-Nassau ».

## Paroles et musiques
- Dans les années 1980, un disque vinyle 45 tours et de 17 cm de diamètre, a été édité[1] aux Pays-Bas avec la prestation de la chorale de l'église catholique de Marigot et le R.P. Kemps qui chante en soliste. Sur la face A il y a la version en anglais et sur la face B celle en français. Au dos de la couverture figurent les deux textes originaux des paroles, repris ci-dessous (en anglais, français).

| Textes d'origine | Textes d'origine | Traduction du texte anglais en français |
| En anglais | En français | Traduction du texte anglais en français |
| Where over the world, say where, You find an island there, So lovely small with nations free With people French and Dutch Though talking English much, As thee Saint Martin in the sea? Chorus : O sweet Saint Martin's Land So bright by beach and strand With sailors on the sea and harbors free Where the chains of mountains green Variously in sunlight sheen (twice) Oh I love thy Paradise, Nature-beauty fairly nice. How pretty between all green Flamboyants beaming gleam Of flowers red by sunlight set Thy cows and sheep and goats In meadows or on roads Thy donkeys keen can't I forget Thy useful birds in white Their morn and evening flight Like aircrafts-wings in unity Their coming down for food Then turning back to roost Bring home to me their harmony Saint Martin I love thy name In which Columbus fame And memories of old are those For me a great delight Thy Southern Cross the night May God the Lord protect thy coast! . | Trouvez-moi une perle si chère, comme l'île Saint-Martin en mer, chaîne de mornes et vallées; riche de plages bien dorées qui donnent la paix, donnent le repos dans ses mornes et toutes ses eaux. Refrain : Saint-Martin, Saint-Martin, Si jolie en tous ses coins. (bis) Quel charme ses flamboyants, leurs fleurs un enchantement, tout un bouquet de flammes vives. Quand le soleil ici arrive, donnant splendeur, montrant beauté, Quel éclat de tous côtés. Sa cime « le Pic Paradis », ravit les touristes ici, d'où sa verdure fait merveille; un panorama sans pareil, voyant les plaines, voyant la mer, colorées en bleu et vert. Le vol de ses pélicans, gracieux et si élégants quand ils planent haut en l'air, quand ils plongent dans la mer; Dites-moi l'endroit, où on les voit, lorsqu'ils fondent sur leurs proies Son nom toujours Saint-Martin rest'ra dans l'histoire sans fin, Christophe Colomb l'a découverte, lui a donné son nom si cher, Dieu protecteur, Dieu de bonté, garde-la bien en prospérité ! | Où dans le monde, dites-moi où, Trouverez-vous une île Si adorablement petite avec des nations libres Avec des Français et des Néerlandais Mais parlant beaucoup l'anglais, Comme toi Saint-Martin dans la mer ? Refrain : Ô douce Terre de Saint-Martin Si brillante de plage et rivage Avec des marins en mer et des ports libres Où les chaînes de montagnes verdissent Au hasard de l'éclat des rayons du soleil ... |